# Sturmtief Kirsten
Sturmtief Kirsten war ein Orkan, der am Mittwoch, dem 26. August 2020 von den Britischen Inseln/Atlantik kommend von der Nordsee zur Ostsee über Deutschland zog. In Großbritannien hatte der Sturm den Namen Francis und der Deutsche Wetterdienst (DWD) bezeichnete das Sturmtief Kirsten als Herbststurm.

## Ausgangslage
Zu Beginn der Woche brachte Tief Jantra im Norden bereits Regen und kühlere Temperaturen mit und danach kündigte sich Sturmtief Kirsten mit stürmischen Böen an. In der Nacht von Dienstag auf Mittwoch kam das Sturmtief von Südengland über dem Ärmelkanal bis in den Westen von Belgien/Niederlande und weitete sich bis zum Vormittag von Benelux auf weitere Teile Deutschlands aus und dabei sanken die Temperaturen vielerorts deutlich ab. Am Nachmittag zog der Sturm weiter in Richtung östliche Mitte/Osten, am Abend zog der Sturm weiter nach Polen/Tschechien und löste sich dort auf.

## Folgen
Der Orkan sorgte deutschlandweit für Schäden. Durch die orkanartigen Böen kam es zu umgestürzten Bäumen und damit Verkehrsbehinderungen. Wegen umgestürzter Bäume mussten in Nordrhein-Westfalen Bahnstrecken bei Köln, Ennepetal und Dortmund gesperrt werden. In Bayern musste die Strecke Fürth-Zirndorf zwischenzeitlich gesperrt werden. Auf der Bundesautobahn 13 zwischen Großräschen und Bronkow kam es kurzzeitig zu einem Sandsturm.
Im Gegenzug zu den negativen Folgen sorgte Kirsten aber auch für einen neuen Rekord bei der produzierten Energiemenge durch Windräder. Deutschlandweit meldeten Versorger eine Gesamtmenge von 61 Gigawatt.